# Carl Ludwig Frommel
Carl Ludwig Frommel (født 29. april 1789 i Birkenfeld, død 6. februar 1863 i Ispringen ved Pforzheim) var en tysk landskabsmaler og kobberstikker.
Frommel, der var elev i maleri af Philipp Jakob Becker, blev 1817 ansat som professor i Karlsruhe, senere galleridirektør for Karlsruhe Kunsthalle (der i sin nuværende form blev skabt ved Frommels initiativ). Sammen med englænderen Henry Winkles grundede han et atelier for stålstikkere; særlig på dette område fik hans virke betydning, idet dette atelier gav anledning til stålstikkets opblomstring i Tyskland (selv offentliggjorde han mange blade fra Italien og Grækenland). 